# Theodor Döring
Pour les articles homonymes, voir Döring.
Theodor Döring, né à Varsovie le 9 janvier 1803 et mort à Berlin le 17 août 1878, est un comédien allemand, dépositaire de l'anneau d'Iffland entre 1872 et 1878.